# Onno Ruding
Herman Onno Christiaan Rudolf Ruding (Breda, 15 augustus 1939) is een Nederlands voormalig politicus namens het CDA en voormalig bankier.

## Biografie
Ruding, zoon van een chirurg, ging na het gymnasium aan het Onze Lieve Vrouwelyceum economie studeren aan de Nederlandse Economische Hogeschool Rotterdam, de latere Erasmus Universiteit, waar hij in 1964 zijn doctoraalexamen haalde. Jaargenoten waren onder anderen de latere ministers Neelie Kroes, Ruud Lubbers en Jan Pronk.
Tijdens zijn studententijd was Ruding lid - en ook een jaar Rector - van het Rotterdamsch Studenten Corps.

### Bankwezen
Na zijn militaire dienstplicht (1964-1965) ging hij in 1965 werken op het ministerie van Financiën, waar hij in korte tijd opklom tot hoofd van de afdeling Internationale Monetaire Zaken. Hij promoveerde in 1969 cum laude op het proefschrift 'Naar één geïntegreerde Europese kapitaalmarkt?'. In 1971 stapte hij over naar de AMRO Bank. Van 1977 tot en met 1980 was hij executive director van het Internationale Monetaire Fonds (IMF) in Washington. In 1981 keerde hij terug naar de AMRO Bank om lid van de raad van bestuur te worden. Nadat hij minister was geweest in de kabinetten Lubbers I en Lubbers II, werd hij topman bij de Citibank (onderdeel van de Citigroup.)

### Politiek

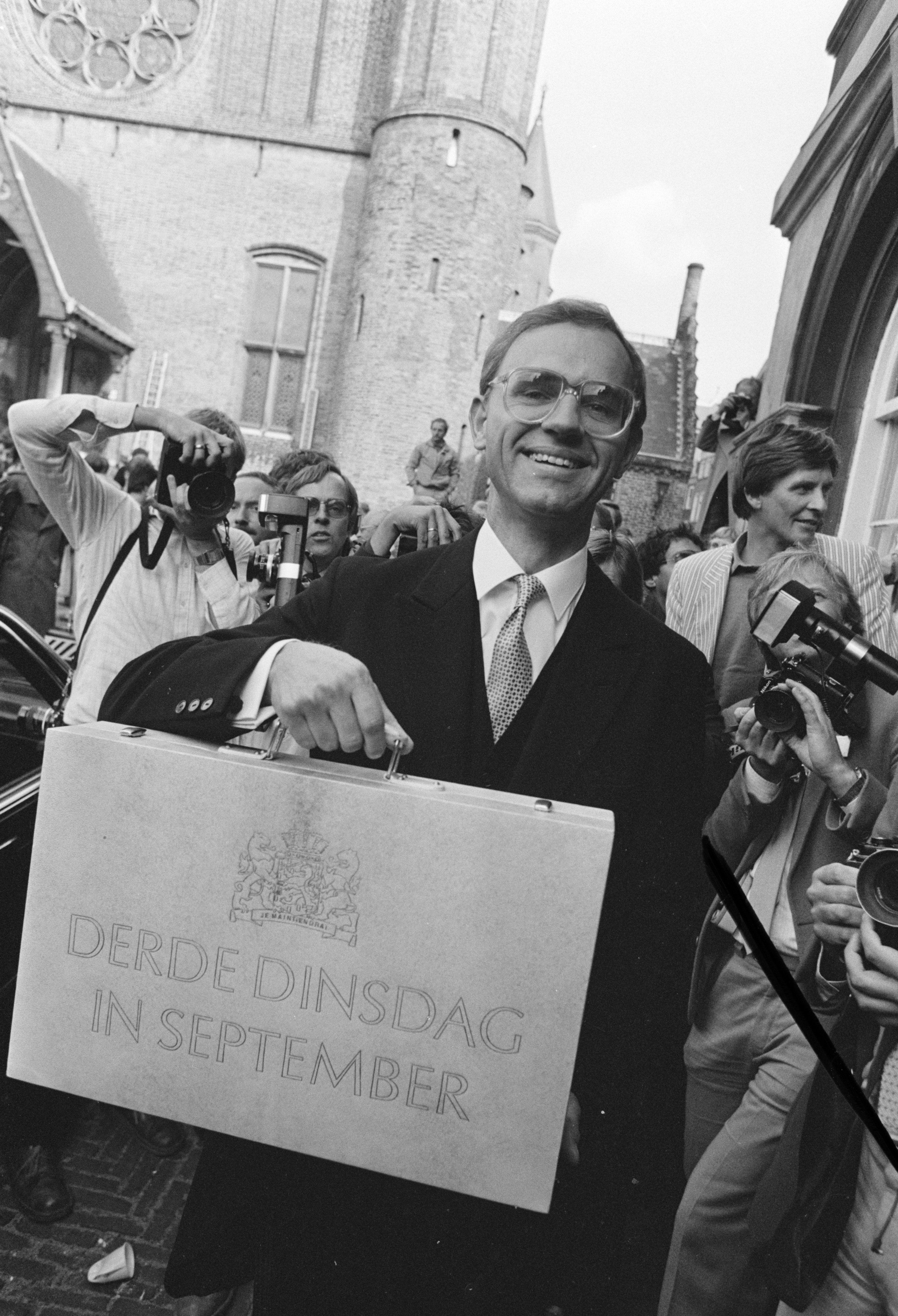
Minister Ruding met de miljoenennota 1983 op het Binnenhof.

Ruding werd in 1967 lid van de Katholieke Volkspartij.
Ruding werd in Nederland het bekendst als minister van Financiën namens het Christen-Democratisch Appèl (CDA). Ruding mocht Nederland weer economisch gezond maken wat hem het imago opleverde van een emotieloze rekenaar. In 1982 vormde Lubbers zijn eerste kabinet, een coalitie van CDA en VVD; het derde nieuwe kabinet in twee jaar. In 1985 voerde hij een nieuw comptabel bestel in bij de rijksoverheid, waardoor het beheer van en het toezicht op de uitgaven door de afzonderlijke ministeries werd vergroot. Ministeries werden primair zelf verantwoordelijk voor het opvangen van overschrijdingen van de begrotingen. Op ieder ministerie kwam een eigen accountantsdienst. Ruding vervulde deze functie van 1982 tot 1989, in de kabinetten Lubbers I en Lubbers II. Zijn bekendste uitspraak als minister van Financiën is dat werklozen liever dicht in de buurt van tante Truus blijven wonen dan te verhuizen, dat kernachtig de grond aangeeft voor het sindsdien gevoerde beleid van het terugtrekken van publieke voorzieningen uit den lande, om deze te concentreren in de steden, waar immers de werkgelegenheid is.
In 1986 was hij door de top van het CDA voorbestemd om minister van Buitenlandse Zaken te worden. Hans van den Broek zou dan minister van Justitie worden. Toen Van den Broek daarvoor bedankte ging dat echter niet door.
Daartussen was hij van 3 juni 1986 tot 14 juli 1986 lid van de nieuw gekozen Tweede Kamer.
Bij de Tweede Kamerverkiezingen van 2012 sprak Ruding openlijk zijn steun uit voor CDA-kandidaat Pieter Omtzigt, die op een onverkiesbare 39e plek stond.
In 2020 publiceerde Ruding zijn memoires in een boek getiteld Balans: het ging om meer dan geld alleen.

## Persoonlijk
De stiefmoeder van CDA-Tweede Kamerlid Joep de Boer was zijn tante.

## Onderscheidingen
Commandeur in de Orde van Oranje-Nassau (20 november 1989)
- Gemeinsame Normdatei: 170994171
- International Standard Name Identifier: 0000 0000 4179 3941
- Library of Congress Control Number: no94041858
- Parlement.com: vg09llnj70za
- Virtual International Authority File: 63587625
- WorldCat: E39PBJyRCKJFkQV9CWvJcMT8md